# Elephantulus brachyrhynchus
Elephantulus brachyrhynchus (слонова землерийка короткорила) — вид слонової землерийки з родини Macroscelididae. Він зустрічається на великій території Африки. Його природним середовищем існування є сухі савани та субтропічні або тропічні сухі низинні луки.

## Поширення й середовище проживання
Цей вид зустрічається від північної частини Південної Африки до північно-східної Намібії, східної та центральної Ботсвани, Анголи, Зімбабве, Малаві, Замбії та Мозамбіку на північ до Демократичної Республіки Конго. У Східній Африці вони зустрічаються в Танзанії, Кенії та Уганді.
Короткоморді слонові землерийки населяють посушливі та напівзасушливі місця існування. Вони віддають перевагу густо вкритим чагарникам і чагарникам, таким як сухі савани та луки.

## Фізичний опис
Середня довжина від голови до хвоста становить 21 см, а вага — 40–60 г. Elephantulus brachyrhynchus мають різну коричневу шерсть на тілі з білими, пухкими або брудно-білими кільцями навколо очей і верхньої губи. Вони мають коричнево-жовті плями за вухами. Хоча вони мають довгу вузьку морду, як усі слонові землерийки, у Elephantulus brachyrhynchus' морда коротша, ніж морди інших видів, і трохи звужена. Невеликі розміри короткомордої землерийки роблять її потенційною здобиччю хижих птахів, великих кішок і змій.

## Поведінка
Elephantulus brachyrhynchus ведуть денний спосіб життя, причому їхній найбільш активний період припадає на ранній ранок. Хоча іноді вони бувають парами, вони переважно поодинокі тварини. Вони швидко рухаються, снують з місця на місце та уникають відкритих місць без прикриття. Короткоморді слонові землерийки виявляють високий ступінь територіальності, оскільки кожна стать виганяє особин своєї статі з території пари. Вони використовують мережу безпечних нір, викопуючи власні нори або викрадаючи вже наявні нори гризунів.
Короткоморді слонові землерийки в основному комахоїдні. Їхній основний раціон складається з мурах, термітів, коників і цвіркунів. Тим не менш, вони є досить опортуністичними й за необхідності харчуються рослинністю, фруктами й насінням.

## Розмноження
Короткоморді землерийки формують моногамні стосунки та спаровуються на все життя. Самиці здатні виробляти п'ять-шість виводків на рік з періодом вагітності від 57 до 65 днів. Кожен виводок складається з однієї або двох особин, які народжуються повністю покритими шерстю, з відкритими очима та здатними бігати майже відразу після народження. Молодняк при народженні важить 10 г, і йому потрібно 50 днів, щоб досягти дорослого розміру. Ще приблизно через 15 днів нащадки встановлюють власні місця проживання.

## Тривалість життя
Хоча відомості про тривалість життя короткомордої землерийки обмежені, одна особина прожила в неволі 4.2 рока.